# Nguyễn Văn Quảng
Nguyễn Văn Quảng (sinh năm 1969 tại Cát Hải, Hải Phòng) là chính trị gia người Việt Nam. Ông hiện là Ủy viên Trung ương Đảng khóa XIII, Bí thư Thành ủy Đà Nẵng.

## Tiểu sử
Nguyễn Văn Quảng sinh ngày 23 tháng 8 năm 1969, quê Hải Phòng.
Ông có bằng Tiến sĩ Luật.
Trình độ lý luận chính trị: Cao cấp

## Sự nghiệp

### Thành phố Hải Phòng
Từ tháng 9/1990 đến tháng 8/1996: Cán bộ, Điều tra viên Phòng Điều tra hình sự
Từ tháng 9/1996 đến tháng 8/2000: Kiểm sát viên trung cấp, Phòng Kiểm sát điều tra án kinh tế
Từ tháng 9/2000 đến tháng 5/2005: Phó Trưởng phòng Kiểm sát điều tra án kinh tế và Phòng Kiểm sát điều tra án trị an
Từ tháng 6/2005 đến tháng 9/2006: Ủy viên Ủy ban kiểm sát, Ủy viên Ban Chấp hành Đảng bộ, Chánh Văn phòng Viện Kiểm sát nhân dân thành phố Hải Phòng
Từ tháng 10/2006 đến tháng 6/2007: Kiểm sát viên trung cấp, Viện trưởng Viện Kiểm sát nhân dân quận Lê Chân, thành phố Hải Phòng
Từ tháng 7/2007 đến tháng 7/2012: Kiểm sát viên trung cấp; Ủy viên Ủy ban kiểm sát, Ủy viên Ban Chấp hành Đảng bộ, Phó Viện trưởng Viện Kiểm sát nhân dân thành phố Hải Phòng
Từ ngày 15 tháng 8 năm 2012, Nguyễn Văn Quảng, Phó Viện trưởng Viện kiểm sát nhân dân thành phố Hải Phòng, được bổ nhiệm giữ chức vụ Viện trưởng Viện kiểm sát nhân dân thành phố Hải Phòng, nhiệm kỳ 5 năm theo Quyết định số 96/QĐ-VKSTC-V9 kí ngày 14 tháng 8 năm 2012.
Ngày 26 tháng 9 năm 2014, Nguyễn Văn Quảng, Viện trưởng Viện kiểm sát nhân dân thành phố Hải Phòng được Viện trưởng Viện kiểm sát nhân dân tối cao Việt Nam Nguyễn Hòa Bình bổ nhiệm giữ chức Vụ trưởng Vụ Kiểm sát việc giải quyết các vụ án dân sự Viện kiểm sát nhân dân tối cao (Quyết định số 116/VKSTC-V9 ngày 25/9/2014), quyết định có hiệu lực từ 1/10/2014.

### Thành phố Hồ Chí Minh
Ngày 26 tháng 5 năm 2015, Nguyễn Văn Quảng, 46 tuổi, nguyên Vụ trưởng Vụ Kiểm sát việc giải quyết các vụ án dân sự (Vụ 5), được bổ nhiệm làm Viện trưởng Viện thực hành quyền công tố và kiểm sát xét xử phúc thẩm Viện KSND tối cao tại TP.HCM (Viện phúc thẩm 3), thay cho ông Lê Thành Dương, được điều động làm Vụ trưởng Vụ 5.
Ngày 15 tháng 6 năm 2015, Nguyễn Văn Quảng được bổ nhiệm làm Viện trưởng Viện kiểm sát nhân dân cấp cao tại Thành phố Hồ Chí Minh. Viện này vừa được thành lập chính thức vào ngày 1 tháng 6 năm 2015.
Ngày 18 tháng 9 năm 2015, Nguyễn Văn Quảng được bổ nhiệm làm thành viên Ủy ban kiểm sát Viện kiểm sát nhân dân cấp cao tại Thành phố Hồ Chí Minh.
Ngày 1 tháng 6 năm 2017, Nguyễn Văn Quảng, Kiểm sát viên cao cấp, Viện trưởng Viện kiểm sát nhân dân cấp cao tại Thành phố Hồ Chí Minh được Viện trưởng Viện kiểm sát nhân dân tối cao Việt Nam điều động, bổ nhiệm giữ chức vụ Vụ trưởng Vụ thực hành quyền công tố và kiểm sát điều tra án kinh tế (Vụ 3) Viện kiểm sát nhân dân tối cao Việt Nam (Quyết định số 11/QĐ-VKSTC ngày 25/5/2017), hiệu lực từ 1/6/2017.

### Viện kiểm sát nhân dân tối cao
Ngày 5 tháng 9 năm 2018, Chủ tịch nước Cộng hòa XHCN Việt Nam Trần Đại Quang đã ký Quyết định số 1559/QĐ-CTN bổ nhiệm ông Nguyễn Văn Quảng, Kiểm sát viên cao cấp, Vụ trưởng Vụ thực hành quyền công tố và kiểm sát điều tra án kinh tế (Vụ 3), VKSND tối cao giữ chức vụ Phó Viện trưởng Viện kiểm sát nhân dân tối cao Việt Nam. Quyết định bổ nhiệm có hiệu lực kể từ ngày ký.
Ngày 16 tháng 10 năm 2018, Nguyễn Văn Quảng được Chủ tịch nước Việt Nam bổ nhiệm chức danh Kiểm sát viên Viện kiểm sát nhân dân tối cao theo Quyết định số 1837/QĐ-CTN.
Chiều ngày 22 tháng 10 năm 2018, Nguyễn Văn Quảng được bầu làm Bí thư Đảng ủy Viện kiểm sát nhân dân tối cao nhiệm kì 2015-2020 với 100% phiếu thuận.

### Thành ủy Đà Nẵng
Ngày 31 tháng 12 năm 2019, Ban Bí thư Ban Chấp hành Trung ương Đảng Cộng sản Việt Nam khóa 12 đã điều động, bổ nhiệm ông Nguyễn Văn Quảng làm Ủy viên Ban Thường vụ Thành ủy, Phó Bí thư Thường trực Thành ủy Đà Nẵng thay ông Võ Công Trí nghỉ hưu.
Ngày 21 tháng 10 năm 2020, tại Hội nghị lần thứ nhất Ban chấp hành Đảng bộ Thành phố Đà Nẵng nhiệm kỳ XXII đã bầu ông Nguyễn Văn Quảng giữ chức Bí thư Thành ủy Đà Nẵng nhiệm kỳ 2020 - 2025.
Ngày 30 tháng 1 năm 2021, ông được bầu vào Ban Chấp hành Trung ương Đảng Cộng sản Việt Nam khóa XIII.
Ngày 30 tháng 6 năm 2025, tại thành phố Đà Nẵng, Phó Trưởng Ban Tổ chức Trung ương Nguyễn Thành Tâm công bố Nghị quyết của Quốc hội về sắp xếp đơn vị hành chính cấp tỉnh (sáp nhập thành phố Đà Nẵng và tỉnh Quảng Nam thành thành phố Đà Nẵng mới) và cấp xã, công bố và trao quyết định của Bộ Chính trị về việc thành lập Đảng bộ thành phố Đà Nẵng mới, chỉ định đồng chí Nguyễn Văn Quảng, Bí thư Thành ủy Đà Nẵng tiếp tục làm Bí thư Thành ủy Đà Nẵng từ ngày 01/07.